# Look Who's Talking
Look Who's Talking is een Amerikaanse komedie uit 1989 geschreven en geregisseerd door Amy Heckerling. De film maakt gebruik van de gimmick dat volwassen acteurs de gedachtes van kleine kinderen hardop inspraken als ware ze cognitief volledig ontwikkelde personen. De hoofdrollen zijn voor John Travolta, Kirstie Alley en Bruce Willis als de stem van Mikey. In 1990 kwam er het eerste vervolg Look Who's Talking Too. In 1993 kwam er dan een derde film Look Who's Talking Now.

## Verhaal
Mollie raakt zwanger van de getrouwde Albert voor wie zij de boekhouding doet. Wanhopig hoopt ze nog altijd dat hij van zijn vrouw zal scheiden voor haar. Albert houdt haar echter aan het lijntje met mooie beloftes. Hij is blij met de zwangerschap en lijkt zich er erg op te verheugen. Mollie maakt ondertussen iedereen, behalve haar vriendin Rona, wijs dat ze een kunstmatige inseminatie heeft laten doen met behulp van een zaaddonor. Albert koopt ondertussen alles wat ze nodig heeft en hoewel de zwangerschap voor Mollie in eerste instantie als ongewenst werd beschouwd, is ze nu toch verheugd.
Met Rona deelt ze haar vreugde en verdriet. Rona vindt het maar niks dat Mollie het met een getrouwde man heeft aangelegd en vertrouwt het ook allemaal niet zo. Als de meiden aan het winkelen zijn, treffen zij Albert rommelend in het pashokje met zijn binnenhuisarchitecte. Mollie voelt zich bedonderd en vertrekt woedend. Hoewel Albert er alles aan doet om het nog wat te sussen, gelooft Mollie hem niet meer. Helemaal niet als hij beweert in een 'egoïstische fase' te zitten.
Op het moment dat ze kwaad wegloopt, beginnen haar weeën en probeert ze een taxi aan te houden. De taxichauffeur, James Ubriacco, weet niet wat hij meemaakt. In een vlaag van paniek en haast scheurt hij door de drukke straten van New York. Mollie probeert tot hem door te dringen, maar hij blijft zijn voet op het gaspedaal houden. Eenmaal aangekomen bij het ziekenhuis is ze ook nog eens woest op James, die haar mee naar binnen begeleidt. In het ziekenhuis wordt James aangezien voor de vader. Hij besluit dan mee de verloskamer in te gaan. Uiteindelijk komt er een jongetje ter wereld en James is vertederd. Het jongetje krijgt de naam Michael 'Mikey'. Vanaf dat moment is Mollie een alleenstaande moeder.
Eenmaal terug uit het ziekenhuis staat James bij Mollie voor de deur. Hij vond haar tasje op de achterbank van zijn taxi en zo ook haar adres. Hij maakt al gauw contact met de kleine Mikey en ze lijken elkaar te mogen. De achtergrond stem van Mikey laat de kijker horen wat er in het hoofdje van de kleine Mikey omgaat. Al gauw wordt duidelijk hoeveel James betekent voor Mikey en andersom. James biedt aan oppas te worden voor Mikey en zo creëert zich een mooie vriendschap (vader-zoon) relatie tussen die twee. We zien Mikey opgroeien tot een peuter van 1-2 jaar. Ook de relatie tussen James en Mollie neemt een andere wending dan verwacht. Zo erg als ze hem haatte in het begin, zo erg begint ze van hem te houden op het eind.

## Rolverdeling
| Acteur            | Personage      | Opmerkingen          |
| ----------------- | -------------- | -------------------- |
| John Travolta     | James Ubriacco |                      |
| Kirstie Alley     | Mollie Jensen  |                      |
| Olympia Dukakis   | Rosie          |                      |
| George Segal      | Albert         |                      |
| Bruce Willis      | Mikey          | Stem                 |
| Jason Schaller    | Mikey          |                      |
| Jaryd Waterhouse  | Mikey          |                      |
| Jacob Haines      | Mikey          |                      |
| Christopher Aydon | Mikey          |                      |
| Twink Caplan      | Rona           |                      |
| Joy Boushel       | Melissa        |                      |
| Abe Vigoda        |                | Grootvader van James |
| Louis Heckerling  | Lou            | Vader van Mollie     |

## Trivia
- Regisseuse Heckerling liet haar vader Louis de rol spelen van Lou, Mollies vader.